# Djedneferre Dedumose
Djed-nefer-Re Dedumose (auch Djedneferre Dedumose) war ein altägyptischer König (Pharao) der Zweiten Zwischenzeit. Seine genaue Einordnung ist unsicher.

## Belege
Es ist vermutet worden, dass dieser Herrscher mit Djedhotepre Dedumose identisch ist und im Laufe seiner Regierung seinen Thronnamen wechselte. Dies ist möglich, jedoch nicht beweisbar.
Der Eigenname Dedumose erscheint noch auf einer Stele aus Edfu und in einem Graffito bei Elkab. Diese Belege sind nicht mit Sicherheit diesem oder Djedhotepre Dedumose zuzuordnen.
Der Name Djed-nefer-Re Dedumose, eine Verbindung von Thron- und Eigenname, erscheint nur mit Sicherheit auf einer Stele aus Gebelein. Auf Kalksteinfragmenten aus dem Mentuhotep II. Tempel in Deir el-Bahari ist sein Name eventuell zu finden, doch sind diese Bruchstücke sehr zerstört.
Im Turiner Königspapyrus ist der Name […]ms erhalten, was sich eventuell auf einen von diesen Herrschern bezieht.
Manetho berichtet, dass unter einem König Toutimaos Ägypten von den Hyksos erobert wurde. Es gab Versuche, diesen Toutimaos mit Dedumose zu identifizieren, welche aber von verschiedenen Autoren, meist aus philologischen Gründen, zurückgewiesen wurden.
Von Beckerath ordnet den Herrscher in die 13. Dynastie, Ryholt in die 16. Dynastie ein.